# Sucha (dopływ Suchej)
Sucha Nida (Niedźwiadna Rzeka, Sucha z Franciszkowa) – struga, lewy dopływ Suchej (dopływu Bzury) o długości 18,39 km.